# Верещагин, Иван Алексеевич
Иван Алексеевич Верещагин (род. 19 января 1995, Дубровицы, Московская область) — российский хоккеист.

## Карьера
Воспитанник подольского хоккея. С 2012 года выступал в МХЛ за клуб «Русские Витязи», затем дебютировал в КХЛ в 2014 году за «Витязь». С 2015 года — игрок клуба «Сибирь» в результате обмена с клубом СКА.
В 2018 году стал игроком клуба «Металлург» Магнитогорск. В 2020 году перешел в клуб «Динамо» (Москва).
25 октября 2021 года «Торпедо» сообщило о расторжении контракта с защитником Верещагиным по обоюдному согласию сторон.
8 декабря 2021 года клуб «Югра» сообщил, что заключил договор с Верещагиным.